# Holger Bertrand Flöttmann
Holger Bertrand Flöttmann (* 1946 in Gütersloh) ist ein deutscher Neurologe, Psychiater und Psychotherapeut sowie Sachbuchautor. Er war als niedergelassener Facharzt am von ihm gegründeten Kieler „Wilhelm-Griesinger-Institut für Psychotherapie und Psychosomatik“ als dessen Leiter tätig.

## Privates Leben
Holger Bertrand Flöttmann wurde 1946 als drittes von sieben Kindern von Ingeborg Flöttmann, geb. Tinzmann und Wilhelm Flöttmann, in Gütersloh/Westfalen geboren. Sein Vater war pharmazeutischer Chemiker und Übersetzer, seine Mutter Laborantin und später Leiterin der Inlingua-Sprachschule in Gütersloh. Ihn prägte die evangelische Erziehung am Evangelisch Stiftischen Gymnasium zu Gütersloh. Er verweigerte den Kriegsdienst. Die Ersatzdienstzeit verbrachte er von 1966 bis 1968 in Bethel im Hause Arimathia. Die begleitende Ausbildung zum Krankenpflegehelfer ist spezialisiert auf Epilepsie und Psychiatrie.
Er heiratete 1982. Aus dieser Ehe gingen drei Kinder hervor.

## Berufliches Wirken
Von 1968 bis 1974 absolvierte Flöttmann in Kiel das Medizinstudium und war bis 1975 Medizinalassistent. 1976 bis 1977 bildete er sich in Psychoanalyse/Tiefenpsychologie an der Psychosomatischen Klinik Neutrauchburg/Isny im Allgäu weiter. Parallel erfolgte in München am Institut für Gruppen- und Familientherapie die Ausbildung in Transaktionsanalyse und Gestalttherapie. 1977 bis 1983 fand die Weiterbildung zum Facharzt für Neurologie und Psychiatrie an der Universitätsnervenklinik Kiel statt. 1982 erlangte er den Zusatztitel Psychotherapie, 1998 den Facharzt für Psychotherapeutische Medizin. Flöttmann war für den Zusatztitel Psychotherapie durch die Ärztekammer Schleswig-Holstein weiterbildungsermächtigt. 1991 gründete er das Wilhelm-Griesinger-Institut und das Zentrum für Angsterkrankungen und Traumforschung.
Die Angst- und Traumforschung steht im Mittelpunkt der wissenschaftlichen Tätigkeit Flöttmanns, er gilt hier als ausgewiesener Experte. Seit 1986 haben seine Mitarbeiter 43.000 Träume in einer Traumdatenbank (Dr. Flöttmann's Scientific Encyclopedia of Dream Symbols) niedergelegt. Diese Enzyklopädie enthält 1.833 wissenschaftlich untersuchte Traumsymbole. Er ist darüber hinaus Autor des Sachbuchs Träume zeigen neue Wege. Flöttmann hielt Vorträge im In- und Ausland.
Holger Flöttmann setzte sich außerdem für das Familiennetzwerk ein, ein familienpolitisch, christlich-konservativer Interessenverband, der sich gegen außerfamiliäre Kinderbetreuung engagiert.

## Kontroverse
2005 veröffentlichte Holger Flöttmann als Gastautor bei der Frankfurter Allgemeinen Zeitung den Artikel „Der Wunsch nach einem Kind“. In diesem, so die Zeitschrift Emma, habe er „… bei den modernen, berufstätigen Frauen eine ‚Infantilneurose‘ diagnostiziert samt ‚vertrockneten Seelen‘ und einem großen ‚Ablehnungspotenzial gegen die Familie mit verdienendem Vater, hegender Mutter und Kindern‘.“ Flöttmann habe dafür neben der persönlichen Infantilneurose Kapitalismus, Sozialismus und den Feminismus sowie Alice Schwarzer und Simone de Beauvoir verantwortlich gemacht.
Als Antwort darauf veröffentlichte Alice Schwarzer 2006 den Artikel „Wer ist Dr. Flöttmann?“ Daraufhin entschloss sich Flöttmann zu einem Rechtsstreit vor dem Hamburger Landgericht. Die Emma verlor den Prozess in zehn von zwölf beantragten Punkten.
In einem Interview mit der Jungen Freiheit im Jahr 2006 sagte Flöttmann: „Der virulente Feminismus, der übertriebene Konsum und der narzißtische Individualismus bewirken kinderfeindliche Lebensformen bei Mann und Frau“ und dass „die massive, kollektive und depressive Selbstabwertung des deutschen Nationalgefühls die Fruchtbarkeit der Deutschen beeinträchtigt.“ Flöttmann zufolge läge den zumeist kinderlosen Feministen das Wohl des Kindes zu keiner Zeit am Herzen.

## Veröffentlichungen
- Steuerrecht des Lebens, Novum Verlag, Wien, 2006, ISBN 978-3-902514-53-0.
- Angst – Ursprung und Überwindung, Kohlhammer Verlag, Stuttgart 2015, 7. Auflage, ISBN 978-3-17-026145-7.
- Träume zeigen neue Wege: Lexikon des Unbewußten, BOD Verlag, Norderstedt 2013, 6. Auflage, ISBN 978-3-8423-7197-2.
- Dr. Flöttmann's Scientific Encyclopedia of Dream Symbols, BOD-Verlag, Norderstedt 2013, ISBN 978-3-8482-2135-6.